# 부교감신경 흥분제
부교감신경 흥분제(副交感神經興奮劑, 영어: parasympathomimetic drug)는 부교감 신경을 자극하였을 때와 같은 효과를 보이는 약제 또는 물질이다.

## 심호흡
심호흡은 간단하면서도 인위적으로 부교감신경계를 활성화하고 나아가 자율신경계의 항상성을 유지하는 매우 유용한 방법으로 언급된다.

## 같이 보기
- 교감신경 흥분제
- 자율신경실조증